# Cerkiew Narodzenia Najświętszej Maryi Panny w Kętrzynie
Cerkiew pod wezwaniem Narodzenia Przenajświętszej Bogurodzicy – prawosławna cerkiew parafialna w Kętrzynie. Należy do dekanatu Olsztyn diecezji białostocko-gdańskiej Polskiego Autokefalicznego Kościoła Prawosławnego.
Świątynia zlokalizowana przy ulicy Bolesława Limanowskiego w dawnej prywatnej kaplicy ewangelickiej, zaadaptowanej w 1949 na potrzeby liturgii prawosławnej. Wybudowano ją w latach 30. XX wieku w uproszczonym stylu nawiązującym do neogotyku. Budynek jednoprzestrzenny, otynkowany, kryty dachówką, z niewielkim przedsionkiem. Fronton schodkowy, elewacja skromnie udekorowana lizenami, okna prostokątne, wąskie. Wewnątrz cerkwi ikonostas z początku XX w. sprowadzony z południowego Podlasia i polichromia wykonana przez Jerzego Nowosielskiego.
Przy cerkwi ustawiono krzyż upamiętniający 65-lecie powstania wspólnoty prawosławnej w Kętrzynie oraz kamienny obelisk poświęcony długoletniemu proboszczowi parafii, ks. Witalisowi Czyżewskiemu (zm. 2013). W pobliżu świątyni znajduje się też zbudowana w 2017 r. wolnostojąca dzwonnica parawanowa, na której zawieszono 3 dzwony.
Cerkiew została wpisana do rejestru zabytków 7 kwietnia 1999 pod nr 1626.